# Киндсбах
Киндсбах (нем. Kindsbach) — община в Германии, в земле Рейнланд-Пфальц. 
Входит в состав района Кайзерслаутерн. Подчиняется управлению Ландштуль.  Население составляет 2398 человек (на 31 декабря 2010 года). Занимает площадь 8,80 км².